# Stazione di Priverno-Fossanova
Stazione di Priverno-Fossanova vasútállomás Olaszországban, Priverno településen.

## Vasútvonalak
Az állomást az alábbi vasútvonalak érintik:
- Róma–Formia–Nápoly-vasútvonal
- Velletri-Terracina-vasútvonal

## Kapcsolódó állomások
A vasútállomáshoz az alábbi állomások vannak a legközelebb:
- Stazione di Monte San Biagio (Stazione di Minturno-Scauri, FL7)
- Stazione di Sezze Romano (Stazione di Roma Termini, FL7)
- Stazione di Capocroce